# Palmito (kommun)
Palmito är en kommun i Colombia.   Den ligger i departementet Sucre, i den norra delen av landet, 500 km norr om huvudstaden Bogotá. Antalet invånare är 11 361. Arean är 176 kvadratkilometer.
Terrängen i Palmito är platt.